# Beichte eines Arztes – Die erste Legion
Beichte eines Arztes  – Die erste Legion ist ein US-amerikanisches Filmdrama aus dem Jahr 1951 von Douglas Sirk mit Charles Boyer, William Demarest und Lyle Bettger in den Hauptrollen. Der Film wurde von Sedif Pictures produziert und basiert auf dem 1934 uraufgeführten Bühnenstück The First Legion von Emmet Lavery.

## Handlung
Pater Fulton, Lehrer am Jesuitenseminar St. Gregory’s, erscheint nicht zum ersten Mal verspätet zum Unterricht. Seine Leidenschaft für klassische Musik bringt ihn immer wieder dazu, Konzerte in anderen Städten zu besuchen. Rektor Duquesne beauftragt Pater Arnoux, der mit Fulton befreundet ist, mit ihm zu sprechen. Im Gespräch legt Fulton dar, dass er sich heimatlos fühle. Zur gleichen Zeit kümmert sich der Arzt Dr. Morrell um den bettlägerigen Pater Sierra. Der Gesundheitszustand des Geistlichen hat sich verschlechtert und er murmelt im Delirium über einen gesegneten Joseph Martin. Arnoux besucht Sierra und erkennt in Morrell einen ehemaligen Seminarschüler. Arnoux erklärt, dass es sich bei Joseph Martin um einen Jesuiten und den Gründer der Schule handelt. Ungeduldig stößt Morrell hervor, dass er von der Schule verwiesen wurde und seitdem seinen Glauben verloren habe.
Am Abend packt Fulton seine Tasche für eine Reise und will sich von Sierra verabschieden. Im Büro des Rektors trifft sich der katholische Prälat Monsignore Carey mit Pater Quarterman, der gerade von einer Missionsreise aus Indien zurückgekehrt ist. Zwar steht Carey den geheimnisvollen Methoden der Jesuiten zynisch gegenüber, dennoch begrüßt er Quarterman als Freund und schaut sich mit anderen Jesuiten einen Reisefilm Quartermans an. Als die Lichter gedimmt werden, erscheint Sierra und erklärt, Joseph Martin habe ihn beauftragt, Fulton zu finden. Die Geistlichen sind überrascht über die offensichtlich rasche Genesung ihres Bruders. Doch Morrell versichert, dass er Sierra keinerlei Medikamente zur Erholung gegeben hat. Die Jesuiten glauben, dass sie Zeuge eines Wunders geworden sind. Fulton bittet Arnoux um Hilfe beim Gebet, da ihm die richtigen Worte fehlen. Arnoux rät ihm, Hilfe in der Musik zu finden. Fulton setzt sich an ein Piano und beginnt zu spielen. Das Gerücht um ein Wunder breitet sich aus und das Seminar wird von gläubigen Pilgern aufgesucht. Der Rektor hofft, dass die Aufmerksamkeit helfen wird, dass Joseph Martin in Rom heiliggesprochen wird.
Dr. Morrell begegnet seiner Patientin Terry Gilmartin, die an einer spinalen Lähmung leidet. Morrell besteht darauf, dass sie das Seminar verlässt, um sie vor einer Enttäuschung zu bewahren. Arnoux ist sich sicher, dass es für das Wunder eine wissenschaftliche Erklärung gibt. Er sucht Morrell auf, um Sierras Krankenakte durchzugehen. Morrell händigt ihm eine Kurzfassung der Akte aus, in der er Röntgenuntersuchungen ausgelassen hat. Arnoux wird von mehreren Geistlichen beschuldigt, das Wunder wie einen Kriminalfall zu untersuchen.
Um eine Europareise mit ihrer Mutter nicht antreten zu müssen, täuscht Terry einen Fieberanfall vor. Morrell sieht in dem Fieber kein Problem und rät Mrs. Gilmartin, ihre Tochter dennoch mitzunehmen. Tage später findet er Terry bei Monsignore Carey beim Lateinunterricht. Sie hofft, dass auch bei ihr ein Wunder geschieht und will nicht verreisen. Morrell sucht Arnoux, der gerade die Beichten der Novizen abnimmt. Morrell beichtet ihm, dass er Pater Sierra durch Suggestion zum Aufstehen gebracht habe. Arnoux möchte, dass Morrells Therapie als Genesungsgrund angesehen wird, doch der Arzt besteht auf die Schweigepflicht seines Beichtvaters. Arnoux sieht darin Blasphemie und betet um Gottes Hilfe.
Tage später erhält der Rektor ein Schreiben des Erzbischofs mit der Versicherung der Unterstützung im Heiligsprechungsverfahren für Joseph Martin. Arnoux soll den Fall in Rom vorbringen, doch der Pater weigert sich, da der Rektor ein angebliches Wunder als Grund angibt. Der Streit führt zu einem Herzanfall des Rektors. Kurz bevor er stirbt, setzt der Rektor Pater Keene als Interimsrektor ein und fordert von den anderen Geistlichen, an das Wunder zu glauben. Morrell informiert Arnoux, dass er die wahren Hintergründe von Sierras Genesung offenlegen will. Keene will seine Machtposition sichern, doch ein Telegramm aus Rom setzt ihm Quarterman als Vorgesetzten vor. Quarterman verkündet, dass Arnoux der neue Rektor sein werde. Zuerst schockiert, akzeptiert Arnoux.
Terry fährt mit ihrem Rollstuhl ins Seminar, obwohl es für den Publikumsverkehr geschlossen ist. Sie fährt zum Gebet in die Kapelle. Morrell und Arnoux sehen sie vor dem Altar beten. Terry stützt sich am Altar ab und erhebt sich aus dem Rollstuhl. Sie geht einige Schritte und bricht zusammen. Morrell und Arnoux eilen zu ihr und bestaunen das offensichtliche Wunder. Terry erinnert sich, für Morrell gebetet zu haben und folgert, dass Gott sie nicht vergisst.

## Hintergrund
Gedreht wurde der Film im Hotel Mission Inn in Riverside (Kalifornien).
Die Filmrechte an Laverys Bühnenstück hielt der französische Produzent Joseph Lucachevitch. Nachdem eine französische Verfilmung unter der Regie von Julien Duvivier nicht realisiert werden konnte, verkaufte Lucachevitch die Rechte für 50.000 Dollar (2023: ca. 633.000 Dollar) plus einer Gewinnbeteiligung.
Für Molly Lamont war es die letzte Filmrolle ihrer Karriere.

## Veröffentlichung
Die Premiere des Films fand am 27. April 1951 in New York statt. In der Bundesrepublik Deutschland kam er am 29. Juni 1955 in die Kinos, in Österreich im März 1956.

## Kritiken
Das Lexikon des internationalen Films schrieb: „Ein sorgfältig inszeniertes Melodram mit knappen, geschliffenen Dialogen.“
Bosley Crowther von der The New York Times bezeichnete die filmische Adaption des Bühnenstücks als wirklichkeitsgetreu, maßvoll und angemessen. Der Film übe eine besondere Faszination für nachdenkliche Gemüter aus. Autor Lavery halte eine sinnvolle Linie ein und trage sie durch eine Reihe intellektuell stimulierende Szenen. Die Charaktere seien stabil und glaubhaft, ihre Vorträge gut und belesen, ihre Gefühle klar und geschmackssicher offengelegt.
Das Magazin Time Out nannte den Film unüblich statisch und redselig für einen Sirk-Film. Er gehöre nicht zu den besten von Sirk, dessen Interesse am Thema eher theoretisch als schöpferisch erscheine. Dennoch seien die Darstellungen sehr beeindruckend, insbesondere von dem gegen seinen üblichen Rollentypus besetzten Demarest. Der Film komme größtenteils ohne gefällige Frömmigkeit aus, die in Hollywoodfilmen mit den Themen Hingabe und göttliches Mysterium zu finden sei.
Shannon Kelley von der Bibliothek der University of California, Los Angeles notierte, dass Regisseur Sirk in dieser faszinierenden unabhängigen Produktion mit engstirnigen Bedenken einer komplexen Subkultur handele und dabei gewaltige Emotionen heraufbeschwöre.

## Auszeichnungen
Emmott Lavery wurde 1949 für den WGA-Award der Writers Guild of America für das beste Drehbuch eines Low-Budget-Films nominiert.